# Plättchenaktivierender Faktor
Plättchenaktivierender Faktor (englisch platelet activating factor), abgekürzt PAF, ist der Trivialname für das Phospholipid mit der chemischen Bezeichnung 1-O-alkyl-2-acetyl-sn-glycero-3-phosphocholin. Den Trivialnamen erhielt diese Substanz, weil sie die Fähigkeit besitzt eine Thrombozytenaggregation auszulösen. Er wurde vom französischen Immunitätsforscher Jacques Benveniste 1970 entdeckt und ist das erste in der Literatur beschriebene Phospholipid mit Mediatoreigenschaften. Eine große Rolle spielt es im Zusammenwirken mit Blutbestandteilen und im Gefäßsystem. Plättchenaktivierender Faktor wird durch PAF-Acetylhydrolase inaktiviert.

## Synthese
Dieses Phospholipid-Analogon wird von verschiedenen Zellen (Endothelzellen, Fibroblasten, Leukozyten, Makrophagen, Thrombozyten) gebildet. Grundsätzlich sind zwei enzymatische Synthesewege bekannt:
- PAF-De-Novo-Synthese: Bei dieser Synthese wird durch das Enzym Phosphocholintransferase eine Phosphocholingruppe auf die dritte Position eines Alkyl-Acetyl-Glycerins von Membranlipiden übertragen.[2]
- PAF-Remodeling-Synthese: Hier kommt es über das Zwischenprodukt Lyso-PAF (2-Lysophospholipide) zur PAF-Synthese. Eine aktivierte Phospholipase der Gruppe A2 bewirkt zunächst, dass Phospholipide aus der Zellmembran hydrolysiert werden. Das entstehende Zwischenprodukt (Lyso-PAF) ist anschließend Substrat für eine Acetyltransferase, die eine Acetylgruppe an die freie zweite Position des Glycerins transferiert.[2] Das Zwischenprodukt Lyso-PAF kann auch aus PAF durch die PAF-Acetylhydrolase gebildet werden.[3]

## Medizinische Bedeutung
Bei Patienten mit Anaphylaxie ist plättchenaktivierender Faktor erhöht und korreliert mit der Schwere der Reaktion, PAF-Acetylhydrolase ist dagegen vermindert, insbesondere bei tödlich verlaufender Erdnussallergie. Diese Befunde werden dahingehend interpretiert, dass eine verminderte Inaktivierung von plättchenaktivierender Faktor durch PAF-Acetylhydrolase zum Schweregrad einer anaphylaktischen Reaktion beiträgt.